# Telescopio a specchi sottili
I telescopi a specchi sottili sono telescopi di nuova concezione, i cui specchi hanno un diametro compreso fra i 3 e gli 8 metri, ma uno spessore che raggiunge soltanto qualche decimetro. A causa di questa loro caratteristica, questi specchi si deformano sotto la spinta della forza di gravità; tali deformazioni devono essere continuamente compensate da una serie di attuatori piezoelettrici posti sotto gli specchi e controllati da un sofisticato sistema di controllo, in modo da far assumere alle loro superfici la forma di un paraboloide, migliorando sostanzialmente l'osservazione degli oggetti astronomici.

## Tecnica costruttiva
Nel creare telescopi di grande dimensione, ci si imbatte in un problema non marginale: al crescere del diametro, cresce proporzionalmente il peso dello specchio primario, che viene così sottoposto a forti sollecitazioni gravitazionali che ne deformano la struttura e la superficie, ostacolando la corretta messa a fuoco dello strumento.
Per evitare questo dannoso effetto è possibile adoperarsi in due direzioni:
1. costruire lo specchio primario utilizzando un imponente blocco monolitico di vetro, che ne assicuri la rigidità nel tempo a qualsiasi angolo di rotazione (il problema a questo punto diviene ingegneristico e meccanico per spostare rigidamente uno specchio così pesante);
2. costruire lo specchio primario di spessore sottile ancorato ad una struttura a nido d'ape di attuatori piezoelettrici, i quali, a seconda dell'orientamento del telescopio, compensano la deformazione indotta dalla gravità e l'aberrazione atmosferica, riuscendo a ricreare di volta in volta la forma voluta per la sua superficie.

La tecnica utilizzata in quest'ultimo caso è quella che viene detta ottica attiva e permette la costruzione di telescopi di grande diametro a specchi sottili, aventi spessori irrisori. Il capostipite di questa serie di telescopi è il New Technology Telescope (NTT) costruito dall'European Southern Observatory (ESO) a La Silla, in Cile.
In aggiunta all'ottica attiva sullo specchio primario, su questo tipo di telescopi viene utilizzata anche la tecnica dell'ottica adattiva, che esegue correzioni in tempo reale del fronte d'onda della luce incidente sullo specchio secondario. Questo tipo di correzione viene eseguita studiando le deformazioni indotte dall'atmosfera terrestre su una stella artificiale creata negli strati alti dell'atmosfera con l'ausilio di un fascio laser.
In questo modo è possibile correggere in tempo reale tutte le perturbazioni atmosferiche aumentando quindi considerevolmente l'effettivo potere risolutivo dello strumento (spesso riuscendo a scendere anche sotto al centesimo di secondo d'arco), riuscendo ad avvicinarsi al suo limite teorico. Questa tecnica viene correntemente utilizzata nei più grandi telescopi oggi operativi, come i due telescopi Keck situati all'Osservatorio di Mauna Kea, sulle isole Hawaii.